# Rhaphuma praeusta
Rhaphuma praeusta är en skalbaggsart som beskrevs av Auguste Lameere 1890. Rhaphuma praeusta ingår i släktet Rhaphuma och familjen långhorningar.
Artens utbredningsområde är Nepal. Inga underarter finns listade i Catalogue of Life.